# Michel Verne
Michel Jean Pierre Verne (født 3. august 1861 i Paris, død 5. marts 1925 i Toulon) var en fransk forfatter og søn af forfatteren Jules Verne.
Han giftede sig med en skuespillerinde på trods af hans fars protester, og fik to børn med sin mindreårige hustru. Dette og andre uenigheder resulterede i et problematisk forhold til faderen, men lidt før Jules Verne døde i 1905, var deres forhold blevet betydeligt forbedret, og de havde samarbejdet på nogle historier.
Michel stod for at udgive en del af Jules Vernes senere manuskripter.